# Azzedine Laraki

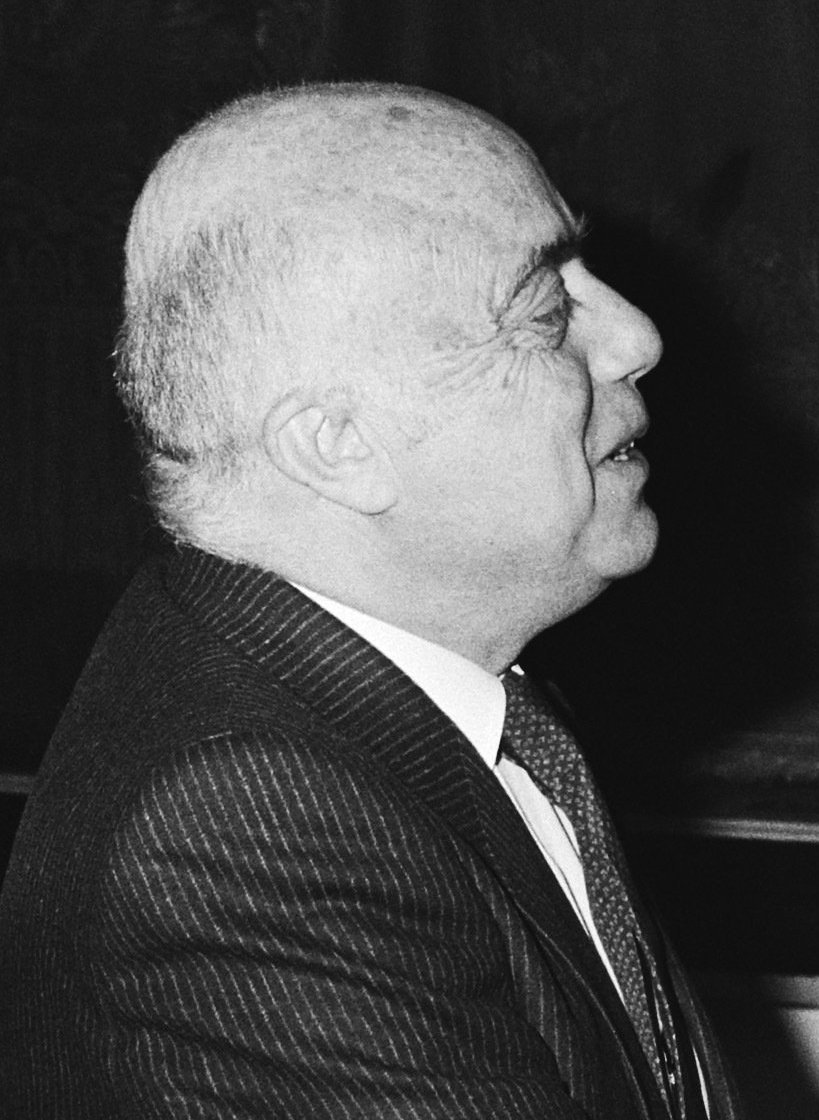
Azzedine Laraki (1983)

Azzedine Laraki (arabisch عز الدين العراقي, DMG ʿIzzu d-Dīn al-ʿArāqī; * 1. Mai 1929 in Fès; † 1. Februar 2010 in Rabat) war Premierminister von Marokko.
Laraki war vom 30. September 1986 bis zum 11. August 1992 Premierminister von Marokko. Davor war er von 1977 bis 1986 Bildungsminister. Später vom 1. Januar 1997 bis zum 31. Dezember 2000 war er Generalsekretär der Organisation der Islamischen Konferenz (OIC).